# École du personnel navigant d’essais et de réception
Fundada em 1946, a École du personnel navigant d’essais et de réception (EPNER) é a escola de pilotos de teste francesa com sede na Base Aérea de Istres, França. Como uma das cinco principais escolas de pilotos de teste do hemisfério ocidental, a EPNER mantém relações estreitas com três escolas: a Empire Test Pilots' School (ETPS), a Escola de Pilotos de Teste da Força Aérea dos Estados Unidos (USAFTPS) e a Escola de Pilotos de Teste Navais dos Estados Unidos (USNTPS).
A EPNER oferece treinamento para pilotos de teste, engenheiros de teste de voo, engenheiros de voo e técnicos envolvidos em testes de voo, bem como controladores de tráfego aéreo envolvidos no gerenciamento de testes de voo.

## Graduados famosos
- Jacqueline Auriol, uma piloto de testes de aviões francesa